# 15041 Paperetti
15041 Paperetti è un asteroide della fascia principale. Scoperto nel 1998, presenta un'orbita caratterizzata da un semiasse maggiore pari a 2,2568017 UA e da un'eccentricità di 0,1649900, inclinata di 5,77488° rispetto all'eclittica.